# Jeu-les-Bois
Jeu-les-Bois és un municipi francès, situat al departament de l'Indre i a la regió de Centre – Vall del Loira. L'any 2007 tenia 361 habitants.

## Demografia

### Població
El 2007 la població de fet de Jeu-les-Bois era de 361 persones. Hi havia 132 famílies, de les quals 20 eren unipersonals (16 homes vivint sols i 4 dones vivint soles), 52 parelles sense fills, 56 parelles amb fills i 4 famílies monoparentals amb fills.
La població ha evolucionat segons el següent gràfic:
Habitants censats

### Habitatges
El 2007 hi havia 180 habitatges, 135 eren l'habitatge principal de la família, 29 eren segones residències i 16 estaven desocupats. 176 eren cases i 2 eren apartaments. Dels 135 habitatges principals, 106 estaven ocupats pels seus propietaris, 24 estaven llogats i ocupats pels llogaters i 5 estaven cedits a títol gratuït; 3 tenien dues cambres, 18 en tenien tres, 50 en tenien quatre i 64 en tenien cinc o més. 84 habitatges disposaven pel capbaix d'una plaça de pàrquing. A 49 habitatges hi havia un automòbil i a 81 n'hi havia dos o més.

### Piràmide de població
La piràmide de població per edats i sexe el 2009 era:
| Homes | Edats   | Dones |
| ----- | ------- | ----- |
| 0     | 95 o +  | 0     |
| 0     | 90 a 94 | 4     |
| 0     | 85 a 89 | 4     |
| 0     | 80 a 84 | 4     |
| 0     | 75 a 79 | 4     |
| 4     | 70 a 74 | 4     |
| 8     | 65 a 69 | 4     |
| 8     | 60 a 64 | 4     |
| 16    | 55 a 59 | 4     |
| 16    | 50 a 54 | 16    |
| 16    | 45 a 49 | 20    |
| 12    | 40 a 44 | 20    |
| 8     | 35 a 39 | 8     |
| 12    | 30 a 34 | 12    |
| 16    | 25 a 29 | 12    |
| 8     | 20 a 24 | 4     |
| 8     | 15 a 19 | 32    |
| 12    | 10 a 14 | 16    |
| 4     | 5 a 9   | 8     |
| 12    | 0 a 4   | 8     |

## Economia
El 2007 la població en edat de treballar era de 247 persones, 191 eren actives i 56 eren inactives. De les 191 persones actives 177 estaven ocupades (100 homes i 77 dones) i 14 estaven aturades (7 homes i 7 dones). De les 56 persones inactives 22 estaven jubilades, 23 estaven estudiant i 11 estaven classificades com a «altres inactius».

### Ingressos
El 2009 a Jeu-les-Bois hi havia 149 unitats fiscals que integraven 397 persones, la mediana anual d'ingressos fiscals per persona era de 17.246 €.

### Activitats econòmiques
Dels 12 establiments que hi havia el 2007, 1 era d'una empresa extractiva, 2 d'empreses alimentàries, 1 d'una empresa de fabricació d'altres productes industrials, 1 d'una empresa de construcció, 1 d'una empresa d'informació i comunicació, 2 d'empreses de serveis, 2 d'entitats de l'administració pública i 2 d'empreses classificades com a «altres activitats de serveis».
Dels 2 establiments de servei als particulars que hi havia el 2009, 1 era una lampisteria i 1 agència immobiliària.
L'any 2000 a Jeu-les-Bois hi havia 31 explotacions agrícoles que ocupaven un total de 2.604 hectàrees.

## Equipaments sanitaris i escolars
El 2009 hi havia una escola elemental.

## Poblacions més properes
El següent diagrama mostra les poblacions més properes.